# Thelymitra tholiformis
Thelymitra tholiformis är en orkidéart som beskrevs av Brian Peter John Molloy och Edwin Daniel Hatch. Thelymitra tholiformis ingår i släktet Thelymitra och familjen orkidéer. Inga underarter finns listade i Catalogue of Life.